# Heinrich Beck (berar)
Heinrich Beck (n. 21 decembrie 1832, Eislingen/Fils, Baden-Württemberg, Germania – d. 10 iunie 1881, Bremen, Germania) a fost un berar⁠(d) german, cofondator al companiei producătoare de bere Brauerei Beck (mai cunoscută sub numele de Beck’s).

## Biografie

### Formarea profesională
Heinrich Beck s-a născut în anul 1832 în orașul Großeislingen (care face parte începând din 1873 din orașul unit Eislingen), într-o casă de pe strada Mühlesgässle nr. 16. Tatăl său era măcelar. Tânărul Heinrich a învățat meseria de berar la fabrica de bere locală Adler și, negăsind oportunități de avansare profesională în micul oraș din Regatul Württemberg, a emigrat în anul 1854, împreună cu fratele său, Joseph, în Statele Unite ale Americii. A ajuns inițial în orașul Chicago și a locuit apoi în orașul Fort Wayne din statul Indiana și în orașul Milwaukee din statul Wisconsin, unde și-a câștigat existența ca berar. Meseria de berar i-a oferit oportunități sporite de angajare, deoarece în acea vreme multe fabrici de bere din America erau conduse de germani, iar muncitorii calificați erau destul de rari. Majoritatea emigranților lucrau în acea vreme ca zilieri sau muncitori necalificați (aprox. 70%) și fermieri (aprox. 20%).

### Meșter berar la St. Pauli-Brauerei
În anul 1864, după un deceniu petrecut în SUA, Heinrich Beck s-a întors în Germania și s-a stabilit în orașul Bremen, unde a lucrat inițial ca meșter berar la fabrica St. Pauli-Brauerei⁠(d), fondată de Lüder Rutenberg. Un an mai târziu s-a căsătorit cu Christine Duering, cu care a avut ulterior patru copii. Rutenberg l-a ajutat probabil să obțină cetățenia orașului hanseatic Bremen. Experiența dobândită în timpul șederii sale în America l-a făcut pe Beck să devină în scurt timp omul care conducea efectiv fabrica de bere, el contribuind la creșterea producției și extinderea fabricii. Mai târziu, Rutenberg a cumpărat câteva fabrici mici de bere și l-a luat ca partener pe Beck.
St. Pauli-Brauerei era cea mai mare dintre cele 17 fabrici de bere care funcționau în acea vreme la Bremen, dar mecanizarea producției și liberalizarea comerțului au dus curând la înjumătățirea numărului de fabrici de bere locale, prin închiderea micilor întreprinderi de familie care nu puteau să țină pasul cu progresul. În acest context economic dificil, situația companiei St. Pauli-Brauerei a fost afectată, de asemenea, de conflictul care a izbucnit între Lüder Rutenberg și partenerul său, Carl Ludwig Wilhelm Brandt, iar, din acest motiv, Rutenberg (care pierduse o mare sumă de bani ca urmare a scăderii prețului acțiunilor) a încercat să-l convingă pe Beck să înființeze împreună o nouă fabrică de bere.

### Fondator al companiei Beck’s
La 27 iunie 1873, Heinrich Beck a fondat, împreună cu Lüder Rutenberg (fostul său patron) și cu agentul comercial Thomas May (fostul procurist), compania Kaiserbrauerei Beck & May o.H.G., care a cumpărat clădirea fabricii falimentare Neustadts-Aktien-Brauerei. Berea Kaiserbrauerei a început să fie vândută începând din aprilie 1874 în sticle verzi suflate manual către restaurantele din zona Bremenului și în același an a fost distinsă cu o medalie de aur pentru cea mai bună bere de către prințul moștenitor Frederic, viitorul rege al Prusiei și împărat al Germaniei (1888) la Expoziția Internațională de Agricultură de la Bremen. Thomas May a ieșit din afacere la 1 octombrie 1875, în urma unui conflict de afaceri cu Beck, care, potrivit prevederilor acordului contractual, a trebuit soluționat de Rutenberg.
Compania a fost redenumită „Kaiserbrauerei Beck & Co.”, ca urmare a faptului că Rutenberg nu a fost interesat să-și includă numele în denumirea companiei. Acțiunile lui May au fost preluate de Johann Marwede, ginerele lui Lüder Rutenberg, proprietarul unei agenții comerciale. Prin implicarea noului partener, a fost organizat în anul 1875 un prim transport de bere către Indiile de Est Olandeze prin portul Bremerhaven. Compania a obținut astfel în acel an un profit de 60.000 de mărci.
Schimbarea partenerilor a generat unele mutări strategice: astfel, Heinrich Beck a renunțat să se mai implice în activitatea comercială a companiei pentru a se concentra asupra activității de producție. Această decizie strategică s-a dovedit curând a avea mare succes. Eliberat de o parte a sarcinilor administrative, Beck a dezvoltat în anul 1876 o bere în stil pilsner (o bere de fermentație inferioară), care putea fi păstrată proaspătă o perioadă de timp mai îndelungată (luni de zile), fiind astfel ideală pentru transportul maritim peste ocean. Succesul berii pilsner a companiei Beck a fost confirmat în anul 1876 prin obținerea premiului I și a medaliei de aur pentru „cea mai bună bere continentală” (europeană) la Expoziția Centenară de la Philadelphia⁠(d). Cele două medalii și cheia de pe stema orașului hanseatic Bremen⁠(d) au fost incluse un an mai târziu pe eticheta sticlei de bere Beck’s, făcând ca berea Beck’s să fie poreclită „Schlüsselbier” („berea cu cheie”) în țări ca Indonezia și Singapore.
Heinrich Beck a murit în anul 1881. După moartea sa, cumnatul său, Friedrich Spiegel, a preluat conducerea fabricii de bere.

## Notă explicativă
1. ↑  Potrivit unei anecdote, Beck a venit în Germania ca să-și viziteze familia și să-și ajute tatăl să scape din necazurile financiare, dar în portul Bremen⁠(d) i-au fost furați banii, pașaportul și biletul de întoarcere în America. Vezi: Günther Thömmes, „Giganten der Biergeschichte: Lüder Rutenberg und Heinrich Beck”, în revista Brauwelt, nr. 45–46 (6 noiembrie 2023), pp. 1162–1164.